# Kilburn (Londres)
Kilburn es un barrio de los municipios londinenses de Brent y Camden. Se encuentra a unos 6 km (3,75 mi) al noroeste de Charing Cross, Londres, Reino Unido. Según el censo de 2011 contaba con una población de 29 027 habitantes.